# De Gulden Sadel

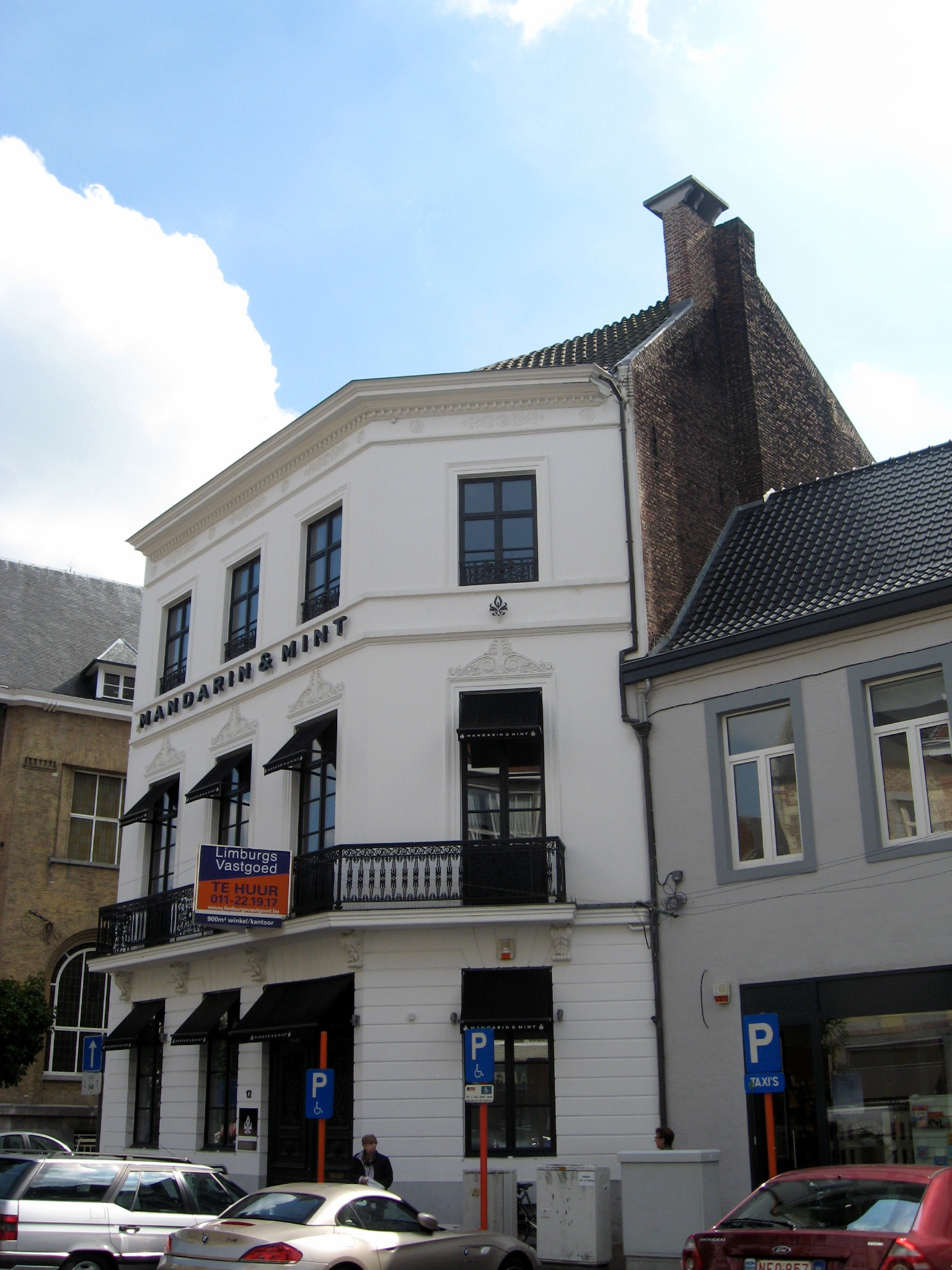
De Gulden Sadel

De Gulden Sadel (het gouden zadel), ook wel bekend als De Gulden Sabel)  is een hoekhuis aan Havermarkt 12 te Hasselt.
Oorspronkelijk was dit geen hoekhuis, maar het belendende pand werd in de 19e eeuw afgebroken teneinde de Cellebroedersstraat te verbreden, waardoor De Gulden Sadel een hoekhuis werd.
Hier stond in de 15e eeuw al een huis, maar het huidige pand stamt uit de eerste helft van de 19e eeuw, terwijl het aanzien van de huidige voorgevel uit de 2e helft van de 19e eeuw stamt. Merkwaardig is de knik in deze gevel. Het balkon, voorzien van een ijzeren hek, op de eerste verdieping, loopt met deze knik mee.
Het huis was tot begin 20e eeuw een woning, waarna op de benedenverdieping een winkel kwam.
Op de lijst tussen de eerste en tweede verdieping werd sindsdien soms een tekst aangebracht, die verwees naar de winkelnering op de benedenverdieping, zoals Le Pain Quoditien of, tegenwoordig, Mandarin & Mint. 